# Guan Weizhen
Guan Weizhen (chinesisch 關渭貞, * 3. Juni 1964 in Guangzhou) ist eine ehemalige Badmintonspielerin aus der Volksrepublik China.

## Karriere
Guan Weizhen gewann 1992 bei ihrer einzigen Olympiateilnahme Silber im Damendoppel mit Nong Qunhua. Siegreich waren beide bei den Asienspielen 1990. 1993 wurde die chinesische Paarung Weltmeister im Damendoppel. Zuvor hatte Guan Weizhen schon zwei Titel mit Lin Ying gewinnen können.

## Sportliche Erfolge
| Saison    | Veranstaltung      | Disziplin   | Platz | Name                       |
| --------- | ------------------ | ----------- | ----- | -------------------------- |
| 1982      | Victor Cup         | Dameneinzel | 1     | Guan Weizhen               |
| 1983      | Asienmeisterschaft | Damendoppel | 1     | Guan Weizhen / Fan Ming    |
| 1984      | Malaysia Open      | Damendoppel | 1     | Guan Weizhen / Wu Jianqiu  |
| 1984/1985 | German Open        | Damendoppel | 1     | Wu Jianqiu / Guan Weizhen  |
| 1985      | Thailand Open      | Damendoppel | 1     | Guan Weizhen / Wu Jianqiu  |
| 1985      | All England        | Damendoppel | 2     | Guan Weizhen / Wu Jianqiu  |
| 1986      | Asienspiele        | Damendoppel | 1     | Lin Ying / Guan Weizhen    |
| 1986/1987 | German Open        | Damendoppel | 1     | Lin Ying / Guan Weizhen    |
| 1987      | All England        | Damendoppel | 2     | Guan Weizhen / Lin Ying    |
| 1987      | Malaysia Open      | Damendoppel | 1     | Guan Weizhen / Lin Ying    |
| 1987      | Japan Open         | Damendoppel | 1     | Lin Ying / Guan Weizhen    |
| 1987      | Thailand Open      | Damendoppel | 1     | Guan Weizhen / Lin Ying    |
| 1987      | Weltmeisterschaft  | Damendoppel | 1     | Lin Ying / Guan Weizhen    |
| 1988      | Swedish Open       | Damendoppel | 1     | Lin Ying / Guan Weizhen    |
| 1988      | Malaysia Open      | Damendoppel | 1     | Guan Weizhen / Lin Ying    |
| 1988/1989 | Denmark Open       | Damendoppel | 1     | Lin Ying / Guan Weizhen    |
| 1989      | Thailand Open      | Damendoppel | 1     | Guan Weizhen / Lin Ying    |
| 1989      | Hong Kong Open     | Damendoppel | 1     | Guan Weizhen / Lin Ying    |
| 1989      | Malaysia Open      | Damendoppel | 1     | Guan Weizhen / Lin Ying    |
| 1989      | Weltmeisterschaft  | Damendoppel | 1     | Lin Ying / Guan Weizhen    |
| 1989/1990 | Denmark Open       | Damendoppel | 1     | Lin Ying / Guan Weizhen    |
| 1990      | Asienspiele        | Damendoppel | 1     | Nong Qunhua / Guan Weizhen |
| 1991      | Weltmeisterschaft  | Damendoppel | 1     | Guan Weizhen / Nong Qunhua |
| 1992      | Olympia            | Damendoppel | 2     | Guan Weizhen / Nong Qunhua |
| 1992      | All England        | Damendoppel | 2     | Guan Weizhen / Nong Qunhua |